# Біль молочного зуба
«Біль молочного зуба» («Süd dişinin ağrısı») — радянський художній фільм 1987 року, знятий режисером Гусейном Мехтієвим на кіностудії «Азербайджанфільм».

## Сюжет
Мати маленького Керіма померла під час пологів. Ця жінка, яка подарувала йому життя, і яку він ніколи не бачив, стає для нього божеством. Болісно оберігає Керім речі й все те, що пов'язане з її ім'ям. Він не може зрозуміти старшого брата Селіма, який подарував своїй коханій намисто матері та батька, захопленого молодою вчителькою. Уразливий, чуйний підліток постійно відчуває свою самотність. А оточуючі знущаються з нього, дорікаючи за брак «мужності»: Керіму шкода птахів, яких мучать однокласники, тварин, убитих батьком на полюванні; до того ж хлопчик не може зважитися вирвати молочний зуб, що виводить його болем. Апофеозом його мук стає спалення батьком речей матері. Відчувши, що померла йому ближче, ніж живі люди, Керім наважується на самогубство.

## У ролях
- Парвіз Гусейнов — головна роль
- Фуад Дадашев — головна роль
- Аліджан Азізов — головна роль
- Лариса Халафова — Чимназ
- Рена Танрівердієва — роль другого плану
- Адалят Абубекіров — роль другого плану
- Халіда Гулієва — мати Керіма
- Нурія Ахмедова — медсестра
- Аділ Ісмаїлов — роль другого плану
- Ахмед Ахмедов — роль другого плану

## Знімальна група
- Режисер — Гусейн Мехтієв
- Сценарист — Раміз Ровшан
- Оператор — Амін Новрузов
- Композитор — Джаваншир Кулієв
- Художник — Аріф Абдурахманов